# Leucania expallescens
Leucania expallescens är en fjärilsart som beskrevs av Franz Dannehl 1929. Leucania expallescens ingår i släktet Leucania och familjen nattflyn. Inga underarter finns listade i Catalogue of Life.